# 孔徳里駅
孔徳里駅（ゴンドンニえき）は、ソウル特別市麻浦区にかつて存在した龍山線の鉄道駅である。

## 歴史
- 1929年12月1日 - 開業[1]。
- 1944年3月31日 - 廃止[2]。